# Torsión (álgebra)
En álgebra abstracta el término torsión se refiere a los elementos de orden finito de un grupo y a los elementos de módulos anulados por elementos regulares de un anillo.

## Definición
Un elemento m de un módulo M sobre un anillo R es llamado un elemento de torsión del módulo si existe un elemento regular r del anillo que anula m, es decir r m = 0.
En el caso especial en que R es un domino entero (es decir un anillo conmutativo sin divisores de cero), todo elemento distinto de cero es regular, entonces un elemento de torsión de un módulo M  sobre un dominio entero R es aquel que es eliminado por un elemento distinto de cero en el anillo. 
Un R-módulo M es llamado módulo de torsión si todos sus elementos son elementos de torsión. Por otro lado, M es llamado módulo libre de torsión si cero es el único elemento de torsión. Si el anillo R es un dominio entero entonces el conjunto de todos los elementos de torsión forma un submódulo de M llamado el  submódulo de torsión de M, a veces se denota T(M). Si R no es conmutativo, T(M) puede no ser un submódulo. En (Lam, 2007) se demuestra que R es un Anillo de Ore derecho si y solamente si T(M) es un submódulo de M para todos los R-módulos derechos. Como los dominios noetherianos derechos son anillos de Ore, esto cubre el caso cuando R es un dominio noetheriano derecho (que podría ser no conmutativo).
Más generalmente, sea M un R-módulo y S un magma multiplicativo de R. Un elemento m de M es llamado un elemento de S-torsion si existe un elemento s en S tal que s anula m, es decir s m = 0. En especial uno puede tomar S como el set de los elementos regulares del anillo R y recobrar la definición anterior.
Un elemento g de un grupo G es llamado un elemento de torsi̟ón del grupo si tiene orden finito, es decir si existe un entero positivo m tal que gm = e, donde e denota la identidad en el grupo, y gm denota el producto de m copias de g. Un grupo es llamado grupo de torsión si todos sus elementos son elementos de torsión, y es llamado grupo libre de torsión si su único elemento de torsión es la identidad. Todo grupo abeliano puede ser visto como un Z-módulo, y en este caso las dos nociones de torsión coinciden.